# The Legend of Zelda: The Wind Waker
The Legend of Zelda: The Wind Waker (jap. ゼルダの伝説 風のタクト, Zeruda no Densetsu: Kaze no Takuto, wörtlich: Die Legende von Zelda: Taktstock des Windes) ist ein Videospiel der The-Legend-of-Zelda-Reihe von Nintendo, welches ursprünglich 2002 in Japan für Nintendo GameCube veröffentlicht wurde. Die Veröffentlichung in Europa folgte am 2. Mai 2003. Im Oktober 2013 erschien eine Neuauflage des Spiels für Wii U.

## Handlung
Nach den Ereignissen von Ocarina of Time sandte die damalige Prinzessin Zelda den Helden der Zeit (jap. 時の勇者, Toki no Yūsha) zurück in die Vergangenheit. Durch diesen Schritt entstanden zwei Zeitlinien, die voneinander getrennt waren: In einer Zeitlinie kehrte der Held der Zeit zurück, um Ganondorf zu stoppen, noch bevor dieser das Triforce der Götter berühren konnte. In der anderen Zeitlinie fanden die Ereignisse von Ocarina of Time wirklich statt, und Zelda schickte Link in die andere Zeitlinie.
The Wind Waker spielt in der letzteren Zeitlinie: Der Held der Zeit verschwand durch Zeldas Wirken. Als Ganondorf zurückkehrte, um Hyrule erneut zu terrorisieren, gab es daher niemanden, der ihn stoppen konnte. Schließlich griffen die Göttinnen von Hyrule ein: Din, Nayru und Farore befahlen einigen Bewohnern Hyrules, Zuflucht auf den höchsten Bergspitzen zu suchen. Anschließend versteinerten sie das Königreich, umgaben es mit einem Kraftfeld und ließen es in einer Sintflut von einem Meer bedecken. Die Bergspitzen Hyrules wurden dadurch zu Inseln in einem Meer, auf denen das Volk weiterleben konnte. Ganondorf wurde mit Hyrule zusammen gebannt.
Die Spielhandlung setzt Jahrhunderte später ein: Die Piratin Tetra wird von einem Riesenvogel, dem Maskenkönig, verfolgt und landet schließlich auf der Insel Präludien. Dort lebt der Protagonist des Spiels, Link, mit seiner Großmutter und seiner Schwester Aril. Statt Tetra wird schließlich Aril vom Riesenvogel entführt. Tetra ermöglicht es Link, einen Rettungsversuch in der verwunschenen Bastion zu starten, wo Aril und andere hylianische Mädchen gefangengehalten werden. Der Rettungsversuch scheitert, allerdings wird klar, dass das Bannsiegel um Ganondorf versagt haben muss, da er den Riesenvogel und die verwunschene Bastion befehligt. Link wird auf das hohe Meer hinausgeschleudert, wo er, bewusstlos, vom Roten Leuenkönig (jap. 赤獅子の王, Aka Shishi no Ō; eng. King of the Red Lions), einem sprechenden Boot, aus dem Meer gefischt und zur Insel Port Monee gebracht wird.
Nachdem er Link über Ganondorf und das Bannsiegel aufgeklärt hat, trägt er ihm auf, die drei heiligen Kugeln („Deamonts“) zu finden, um Zugang zum versunkenen Hyrule zu erlangen. Dort findet Link das Master-Schwert, welches als Bannsiegel für Hyrule fungierte: Durch seine Entfernung verläuft die Zeit in Hyrule wieder normal, doch das Königreich bleibt unter dem Kraftfeld im Meer versunken.
Nach einem missglückten Kampf gegen Ganondorf wird klar, dass das Master-Schwert erst mit Hilfe von zwei Weisen zu alter Stärke gebracht werden muss. Der Rote Leuenkönig entpuppt sich als letzter König von Hyrule, der die Jahrhunderte seit Hyrules Untergang überlebt hat, um einen Helden zu finden. Er enttarnt auch Tetras Identität: Sie ist die direkte Nachfahrin von Prinzessin Zelda, welche Ganondorf verzweifelt sucht, da er ihr Triforce-Teil (Triforce der Weisheit) begehrt.
Link fügt die acht Splitter des Triforce des Mutes wieder zusammen, anschließend stellt er sich zum Kampf gegen Ganondorf und seinen Triforce-Teil (Triforce der Kraft) im versunkenen Hyrule. Ganondorf gelingt es im Laufe des Kampfes, Zelda und Link ihre Teile zu stehlen und die drei Triforce-Teile zu vereinen. Das vereinte Triforce erfüllt seinem Träger alle geäußerten Wünsche. Der König von Hyrule schafft es jedoch, vor Ganondorf das Triforce zu berühren und seinen Wunsch zu äußern: Das Kraftfeld um Hyrule soll fallen, damit Ganondorf und das Königreich von den hereinstürzenden Fluten vernichtet werden und Link und Zelda eine Zukunft haben. Der Wunsch wird erfüllt, und Ganondorf und der König sterben im nun zerstörten Hyrule. Nur Link und Zelda kehren an die Oberfläche zurück.
Sie brechen auf, um dem Volk von Hyrule eine neue Heimat zu suchen, die nicht nur aus kleinen Inseln besteht.

## Hintergrund
- Link erkundet die Oberwelt hier mit einem Segelboot und hat mit dem Taktstock des Windes (jap. 風のタクト, Kaze no Takuto bzw. Kaze no Takt) Kontrolle über den Wind, der sich vielseitig nutzen lässt. Mit einem Greifhaken kann Link unter anderem auch vom Boot aus Schätze heben. Außerdem bietet das Spiel als eines der ersten weitergehende Connectivity-Unterstützung, das heißt, ein Game Boy Advance lässt sich an den GameCube anschließen, sodass auf dem Game-Boy-Advance-Bildschirm eine Karte und hilfreiche Hinweise eingeblendet werden können.

- Der „limitierten Auflage“ des Spiels liegt eine Bonus-Disc bei, die Ocarina of Time und Ocarina of Time Master Quest, eine schwierigere Variante von Ocarina of Time, enthält.

### Grafik
The Wind Waker erschien 2003 für den Nintendo GameCube und präsentierte sich, erstmals für einen Zelda-Titel, in Cel Shading-Grafik. „Cel-Shading“, abgeleitet von Cel, der durchsichtigen Zeichenfolie für Trickfilme, bedeutet, dass die 3D-Grafik des Spiels nicht (oder nicht allein) durch Texturen, sondern durch Shader in der 3D-Grafik-Engine in einem zeichentrickartigen Stil gehalten ist. Dabei werden unter anderem die Farbkontraste erhöht sowie eine reduzierte Farbpalette ohne fließende Übergänge verwendet. Gleichzeitig werden reduzierte Texturen sparsam eingesetzt. Die Entwickler entschieden sich für diesen Grafikstil, um etwas Neues auszuprobieren, um den Protagonisten lebendiger gestalten zu können und um den Wind, der in diesem Spiel eine Hauptrolle hat, für den Spieler visuell akzeptabel darstellen zu können. Allerdings wurde dabei auf einen der Tuschezeichnung beim Comic ähnlichen Effekt für starke Konturen, also die Umrandung von Bildelementen mit schwarzen Linien, verzichtet (inverses Backface Culling). Trotz der nicht gänzlich positiven Reaktion von Publikum und Presse auf diese Innovation blieb der Stil und das Design der Figuren für weitere Zelda-Spiele über fast zehn Jahre lang stilprägend: Die Spiele The Legend of Zelda: The Minish Cap (2004) für den Game Boy Advance, sowie die Spiele Phantom Hourglass (2007) und Spirit Tracks (2009) für den Nintendo DS, erschienen ebenfalls in diesem Stil.

## Entwicklung
Es wurde bekannt, dass der Entwicklungsprozess am Spiel zu einem gewissen Zeitpunkt abgebrochen wurde, um das Spiel rechtzeitig veröffentlichen zu können. Dies stellte ein Novum in der Zelda-Reihe dar und führte dazu, dass The Wind Waker mit nur fünf Hauptdungeons der bis dato zweitkürzeste 3D-Zelda-Teil ist, unterboten nur durch den Vorgänger Majora’s Mask mit vier Hauptdungeons, dessen Entwicklungszeit allerdings von Anfang an auf ein knappes Jahr bemessen war und dessen Hauptdungeons einen umfangreichen Vorquest erfordern. Die Entscheidung, The Wind Waker zu kürzen, wurde vom Produzenten und Regisseur im Nachhinein bereut. Jener begründete – auch durch die Kürzungen in Super Mario Sunshine – daraufhin eine liberale Verschiebungspolitik in Nintendos Entwicklungsprozessen:

“A delayed game is eventually good, but a rushed game is forever bad.”

„Ein verschobenes Spiel mag am Ende gut sein, aber ein unfertiges Spiel ist für immer schlecht.“

## Rezeption
The Wind Waker sorgte aufgrund des verwendeten Cel-Shading-Grafikstils für Kontroversen, da einige Fans wegen eines auf der Messe Space World 2000 gezeigten Zelda-Demo-Videos auf ein Spiel in realistischer Grafik gehofft hatten. Viele Fans lehnen die Toon-Shading-Grafik ab (ein Spitzname des Spiels lautet Celda), da sie zu kindisch aussehe. Letztlich wurde The Wind Waker aber doch von den Fans angenommen und entwickelte sich mit rund 4,3 Millionen verkauften Kopien zum Erfolg.
Bei der Fachpresse stieß The Wind Waker auf großen Zuspruch. Gamespot bewertete das Spiel mit 93 % und kürte es zum „Spiel des Jahres“. IGN vergab eine Wertung von 96 % an The Wind Waker. Von Eurogamer erhielt es 9 von 10 möglichen Punkten. Das deutsche Magazin GamePro bewertete The Wind Waker mit 93 %, 4Players mit 91 %. Der Metascore des Spiels beträgt 96 von 100 möglichen Punkten.
The Wind Waker gewann 2003 den Game Developers Choice Award in der Kategorie Visuelle Gestaltung.

## The Legend of Zelda: The Wind Waker HD

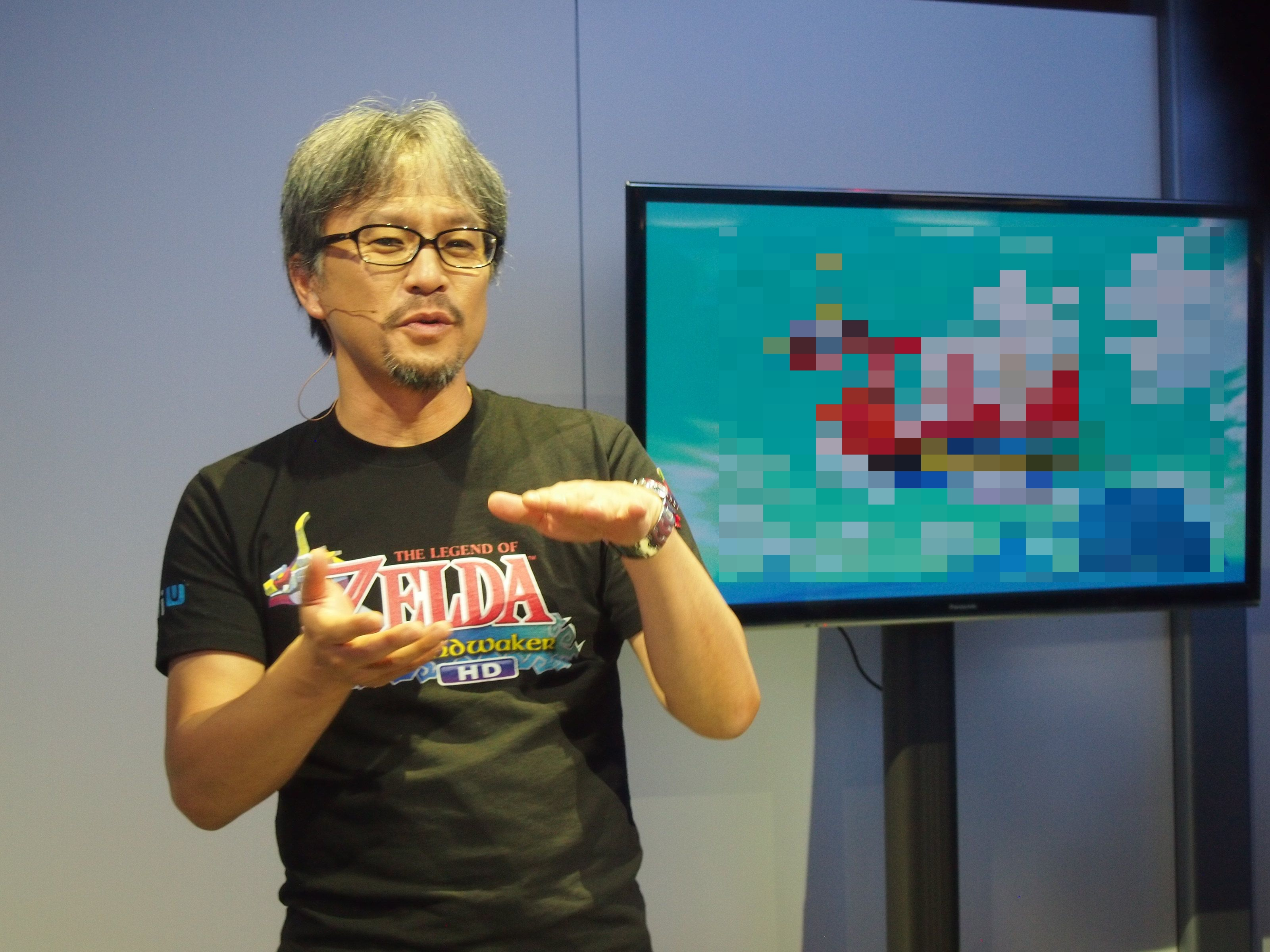
Eiji Aonuma stellt The Wind Waker HD auf der E3 2013 vor.

Am 23. Januar 2013 kündigte Satoru Iwata in einem Nintendo Direct an, dass der Titel für die Heimkonsole Wii U neu aufgelegt werde. The Wind Waker HD kam in Japan am 26. September 2013 und in Europa am 4. Oktober 2013 auf den Markt. Es wurde zusätzlich als Bundle mit der Wii U vertrieben.